# Петерсберзькі завдання
Петерсберзькі завдання (Petersberg tasks) — завдання Європейського Союзу в галузі оборони та безпеки, початково визначені в червні 1992 року Радою міністрів країн Західноєвропейського Союзу (ЗЄС), що відбувалась у готелі «Петерсберґ» поблизу Бонна.
На цій зустрічі держави-члени висловили готовність надати для виконання воєнних операцій під егідою ЗЄС військові підрозділи всіх своїх традиційних родів військ. Було визначено, що збройні сили ЗЄС можна залучати для виконання таких завдань:
- гуманітарні та рятувальні операції;
- операції на підтримку миру;
- застосування збройних сил для врегулювання кризових ситуацій, зокрема миротворчі операції.

Амстердамський договір включив так звані «Петерсберзькі завдання» до Договору про Європейський Союз (стаття 17), відтак вони становлять невіддільну частину європейської оборонної та безпекової політики.